# Tomasz Sieradzan
Tomasz Sieradzan (ur. 20 kwietnia 1993) – polski lekkoatleta, sprinter.
Srebrny medalista halowych mistrzostw Polski w sztafecie 4 × 400 metrów (2014). Brązowy medalista mistrzostw Polski w tej konkurencji (2014).